# Dicranomyia rufiventris
Dicranomyia rufiventris är en tvåvingeart som först beskrevs av Gabriel Strobl 1900.  Dicranomyia rufiventris ingår i släktet Dicranomyia och familjen småharkrankar. Arten är reproducerande i Sverige. Inga underarter finns listade i Catalogue of Life.